# CDB (casa discografica)
La CDB fu una casa discografica italiana attiva tra il 1965 e il 1969.

## Storia della CDB
La CDB prende il nome dalle iniziali del suo fondatore e direttore, Carmine De Benedictis (editore musicale con le Edizioni musicali Telemondo, in seguito produttore cinematografico), fondata nel 1965 e le sue pubblicazioni riguardarono principalmente complessi beat.
Da ricordare soprattutto i Jaguars, I Delfini e i Rokketti, che nel 1967 parteciparono anche al Cantagiro, e il cui cantante e chitarrista Santino Rocchetti avrà in seguito una buona carriera come solista.
La sede dell'etichetta era a Roma, in via Montesanto 1A.
De Benedictis è ricordato negli annali della musica leggera anche per il suo tentativo, nel 1964, di organizzare una manifestazione, chiamata CantaItalia, sulla falsariga del Cantagiro: l'organizzatore di quest'ultima, Ezio Radaelli, denuncia De Benedictis, che però fa partire ugualmente la manifestazione da Torino, con Corrado e un giovane Pippo Baudo come presentatori.
Dopo pochi giorni, però, a causa delle difficoltà finanziarie, del poco pubblico e del boicottaggio da parte di alcune case discografiche, il CantaItalia termina prima del tempo.
De Benedittis continuerà a lavorare nel mondo discografico fino alla fine del decennio, per poi dedicarsi al lavoro di produttore cinematografico.

## I dischi pubblicati
Per la datazione ci si basa sull'etichetta del disco, o sul vinile o, infine, sulla copertina, qualora nessuno di questi elementi avesse una datazione, ci si basa sulla numerazione del catalogo, se esistenti, viene riportato oltre all'anno il mese e il giorno (quest'ultimo dato si trova, a volte, stampato sul vinile).

### LP a 33 giri
| Numero di catalogo | Anno | Interprete     | Titoli          |
| ------------------ | ---- | -------------- | --------------- |
| LDB 3001           | 1965 | I Delfini      | I Delfini       |
| LDB 3002           | 1966 | Autori vari    | Per voi giovani |
| LDB 3003           | 1966 | I Delfini      | I Delfini n° 2  |
| LDB 3004           | 1967 | The Happenings | The Happenings  |

### Singoli a 45 giri
| Numero di catalogo                                                        | Anno         | Interprete                                       | Titoli                                                                        |
| ------------------------------------------------------------------------- | ------------ | ------------------------------------------------ | ----------------------------------------------------------------------------- |
| DB 1069                                                                   | 1965         | I Delfini                                        | Voglio essere il tuo uomo/Tu devi ritornare da me                             |
| DB 1070                                                                   | 1965         | I Delfini                                        | Credimi cara/Non piango mai                                                   |
| DB 1072                                                                   | 1965         | Rokketti                                         | Il settebello/Zorba's dance                                                   |
| DB 1073                                                                   | 1965         | Rokketti                                         | Goodbye my love/Chi vince in me                                               |
| DB 1074                                                                   | 1965         | I Delfini                                        | Quella dei sogni miei/Stasera sono solo                                       |
| DB 1077                                                                   | 1965         | I Delfini                                        | Anche se lei/Piangevo per te                                                  |
| DB 1080                                                                   | Gennaio 1966 | Jaguars                                          | Credimi ti amo/Barbara Ann                                                    |
| DB 1081                                                                   | Gennaio 1966 | I Delfini                                        | Il mio dolore/C'è un posto migliore per noi                                   |
| DB 1083                                                                   | 1966         | Nino Culasso                                     | Il tramonto/Ringo ritorna                                                     |
| DB 1084                                                                   | 1966         | I Delfini                                        | Tu te ne vai/Domani penserai a me                                             |
| DB 1085                                                                   | 1965         | Ranger Sound                                     | Noi siamo felici/Ricordami                                                    |
| DB 1086                                                                   | 1966         | Jaguars                                          | Ritornerò in settembre/Non sei sincera                                        |
| DB 1086                                                                   | 1966         | Jaguars                                          | Ritornerò in settembre/Non ti voglio più (stesso lato A e numero di catalogo) |
| DB 1087                                                                   | 1966         | Elio Cipri                                       | Ricordi amore/Dimmi tu                                                        |
| DB 1090                                                                   | 1966         | The Happenings                                   | See You In September/He Thinls He's A Hero                                    |
| DB 1095                                                                   | 1966         | I Delfini                                        | Fate come noi/Salve ragazzi                                                   |
| DB 1096                                                                   | 1966         | Ragazzi dai capelli verdi                        | Ragazza notte/Un tipo per te                                                  |
| DB 1097                                                                   | 1966         | Jaguars                                          | Il treno della morte/Devi combattere                                          |
| DB 1097                                                                   | 1966         | Jaguars                                          | Il treno della morte/Il tempo passerà (stesso numero di catalogo e lato A)    |
| DB 1100                                                                   | 1967         | The Happenings                                   | Quando vedrò/Aria di settembre                                                |
| DB 1101                                                                   | 1967         | Rokketti                                         | Black time/L'amaro in bocca                                                   |
| DB 1102                                                                   | 1967         | I Saraceni                                       | Ricorda/Continua a dire                                                       |
| DB 1103                                                                   | 1967         | Ragazzi dai capelli verdi                        | Una città in fondo al mare/Ma saprei                                          |
| DB 1104                                                                   | 1967         | The Happenings                                   | I got rhythm/If you love me really                                            |
| DB 1106                                                                   | 1967         | Alessandro Alessandroni e I Cantori Moderni      | Ero l'attendente del kaiser/Ormai, ormai                                      |
| DB 1108                                                                   | 1967         | Brenda Bis                                       | Per vivere insieme/Hold on! I'm coming                                        |
| DB 1109                                                                   | 1967         | I Delfini                                        | Segreto amore/Questa notte amore                                              |
| DB 1110                                                                   | 1967         | Jaguars                                          | 'O sarracino/Comme 'o destino d'e fronne                                      |
| DB 1111                                                                   | 1967         | Elio Ciprì                                       | Torna a casa ragazzina beat/                                                  |
| DB 1112                                                                   | 1967         | I Delfini                                        | Chiuveva/Te sto aspettanno                                                    |
| DB 1113                                                                   | 1967         | Jaguars                                          | Change your mind/Oggi sì                                                      |
| CDB 1114                                                                  | 1967         | I Delfini                                        | Questa notte amore/Scende la sera                                             |
| CDB 1115                                                                  | 1967         | Cesare Bruno group                               | Baby non puoi/Una sera soltanto                                               |
| CDB 1116                                                                  | 1967         | Rokketti                                         | Ti rivedrò tra gli angeli/Non ti fermare mai                                  |
| CDB 1118                                                                  | 1968         | Jaguars                                          | Behind these stained glass windows/I believe in her                           |
| CDB 1119                                                                  | 1968         | Silvan Baby Group                                | Una notte con te/Soldi                                                        |
| CDB 1124                                                                  | 1968         | Renzo dei Delfini                                | C'era un muro alto/Domani capirai                                             |
| CDB 1126 (pubblicato anche dalla Durium, LdA 7573, con diversa copertina) | 1968         | Gianni Meccia                                    | Schiuma di mare/Il mio cuore va in frantumi                                   |
| CDB 1127                                                                  | 1968         | I Delfini                                        | Delfino time/Delfino time n° 2                                                |
| CDB 1129                                                                  | 1968         | Aldo & i Falisci                                 | Le rondini bianche/Preludio alla fine                                         |
| CDB 1130                                                                  | 1968         | I Delfini                                        | I sogni son finiti/Ricordi                                                    |
| CDB 1132                                                                  | 1968         | Renzo dei Delfini                                | Pioggia d'immagini/Ho un'anima anch'io                                        |
| CDB 1133                                                                  | 1968         | Jaguars                                          | Non devi piangere/Grande come il nostro amore                                 |
| CDB 1135                                                                  | 1969         | Andrea Giordana e Marisa Solinas                 | L'estasi/Universo                                                             |
| CDB 1137                                                                  | 1969         | Armando Stula, Marisa Solinas e Vittoria Solinas | Amo sentirvi/Come uno specchio                                                |
| CDB 1138                                                                  | 1968         | I Delfini                                        | Quando tornerai/Nebbia                                                        |
| CDB 1140                                                                  | 1968         | Puppys                                           | Meglio di no/Quando una rondine se ne va                                      |
| CDB 1142                                                                  | 1968         | Rokketti                                         | Due ali nel cuore/Sei tu                                                      |
| CDB 1149                                                                  | 1969         | Silvano Polidori con l'orchestra di Elvio Monti  | La lontananza quanto male fa/Dammi il tempo di capire                         |

### Singoli a 45 giri pubblicati all'estero
| Numero di catalogo | Anno | Interprete | Titoli                        |
| ------------------ | ---- | ---------- | ----------------------------- |
| e 001              | 1966 | I Delfini  | You went away/Mr. Volare      |
| e 002              | 1966 | Jaguars    | Spirit train/Change your mind |
| e 003              | 1967 | Rokketti   | Black time/Mr. Gold           |